# محمود العراقي
محمود العراقي ممثل مصري، من مواليد مدينة المنصورة بمحافظة الدقهلية في عام 1938.

## المسيرة
تخرج من قسم التمثيل بالمعهد العالى للسينما في عام 1964، قام بتمثيل مصر بعديد من المهرجانات الدولية و تولي رئاسة المركز الوطني الثقافة بالدقهلية سنة 1995، كما تولى مسئولية الإشراف على مسرح المنصورة القومي، وشارك في بطولة العديد من الأفلام السينمائية والسهرات والمسلسلات التليفزيونية وإشتهر بأداء أدوار ابن البلد أو الشرير عضو العصابة، من أعماله: (دعوة للحياة، البريء، ملف في الآداب، العميل رقم 13، رسالة إلى الوالي، أيام السادات). وشارك في آخر أدواره السينمائية أمام الراحل أحمد زكي، في فيلم «أيام السادات» عام 2001، وكان يجدس دور شعراوي جمعة.
يُعد مسلسل ليالي الحلمية أشهر أدوراه بالأعمال الدرامية، علي الإطلاق أمام النجم صلاح السعدني.

## أعماله
- البحار مندي 2002
- الخير ينتصر أحيانا 2001
- الكومي (مسلسل) 2001
- آمال وأقدار (مسلسل)
- اليتيم والذئاب (فيلم) 1993

## الوفاة
توفى في يونيو عام 2001 إثر إصابته بأزمة قلبية.

## روابط خارجية
- محمود العراقي على موقع قاعدة بيانات الأفلام العربية